# Huntley-Brinkley Report
L'Huntley-Brinkley Report (noto anche come The Texaco Huntley-Brinkley Report) è stato un programma statunitense di notizie serali andato in onda sulla NBC dal 29 ottobre 1956 al 31 luglio 1970. È stato condotto da Chet Huntley a New York City e David Brinkley a Washington, D.C. È succeduto a Camel News Caravan, condotto da John Cameron Swayze. Il programma durò 15 minuti all'inizio, ma si espanse a 30 minuti il 9 settembre 1963, esattamente una settimana dopo che lo fece il CBS Evening News con Walter Cronkite.